# Petru Corpade
Petru Corpade (n. 1870, Orăștie, județul Hunedoara – d. 1934, Orăștie, județul Hunedoara) a fost un deputat în Marea Adunare Națională de la Alba Iulia, organismul legislativ reprezentativ al „tuturor românilor din Transilvania, Banat și Țara Ungurească”, cel care a adoptat hotărârea privind Unirea Transilvaniei cu România, la 1 decembrie 1918 :pp. 199-200.

## Biografie
A urmat școala primară :pp. 199-200.  

## Activitatea politică
Ca deputat în Adunarea Națională din 1 decembrie 1918 a fost delegat al Reuniunii Meseriașilor din Orăștie :p. 199.	